# Giara di stolti
Giara di stolti (Jar of Fools) è un fumetto di Jason Lutes. Dal 1993 pubblicata inizialmente come striscia settimanalmente su The Stranger, rivista di Seattle, l'opera è stata pubblicata in forma definitiva in due parti dalla Black Eye Books, dopo che lo stesso autore ne aveva dato alle stampa la prima parte, autoproducendosi. La stessa casa editrice ne ha edito infine l'edizione integrale in un volume unico nel 1997. In Italia è stato pubblicato da Black Velvet.

## Titolo
Il titolo è un richiamo all'episodio biblico che volle che un angelo, affidategli da Dio due giare piene di anime umane, versasse accidentalmente quella contenente gli spiriti degli sciocchi, disseminandoli per tutto il mondo ed originando così il paese abitato da soli stolti, Chelm.
Per stessa ammissione di Lutes l'unico riferimento tra la leggenda e il suo romanzo risiede nel titolo, sebbene Luca Bernardi ed Omar Martini non neghino che nelle pagine di Lutes sembrino regnare solo stoltezza e follia, in una fotografia di un'umanità che vive ai margini, lottando per sopravvivere.

## Trama
Ernie Weiss è un prestigiatore fallito, con una dolorosa storia sentimentale alle spalle e un incerto futuro. Ossessionato dalla morte del fratello, esce dal suo stadio di torpore quando il suo mentore, Al Flosso, si rifugia a casa sua dopo essere fuggito dalla casa di riposo.
Contemporaneamente la ex-compagna di Erie, Esther O'Dea, banconista in un bar di periferia, inizia a sentirsi sempre più insofferente per la vita grigia che conduce:  né il nuovo fidanzano Jordan, né il lavoro riescono a farle dimenticare il grande idillio con Ernie, cui si sente ancora legata sebbene non riesca a scorgere alcuna possibilità di tornarci assieme da amante. Esther viene truffata dal ladro patentato i Nathan Lender, in fuga dai servizi sociali con la figlia.
Incapace di acciuffare il ladro in fuga Esther si sfoga su un passante irrispettoso e rozzo nei suoi confronti. Caduta in uno stato catatonico e vicina al licenziamento, si mette sulle tracce di Ernie prima che la polizia bussi alla sua porta.
Intanto Ernie e Al, per fuggire gli infermieri della casa di riposo hanno stretto un patto con Nathan: maestro ed allievo potranno vivere assieme al padre e alla figlia fuorilegge solo se Ernie insegnerà alla piccola ad essere una vera illusionista. Il prestigiatore accetta e Claire diventa via via una promettente semi-professionista.
Quando Nathan mostra ad Ernie la camicia di forza, le catene e il peso appartenuti al fratello, maestro della fuga e nell'escapologia, l'illusionista ripiomba nell'incubo della prematura scomparsa del fratello, forse suicidatosi. Solo la comparsa inaspettata di Esther salvano il mago dal ripetere la scelleratezza del fratello.
Riconciliati e di nuovo sulla strada di casa, ovvero verso la selva di piloni stradali della strada sopraelevata in cui vivono, scorgono la polizia, venuta per scacciare eventuali senzatetto.
Nathan, da poco arricchitosi con un colpaccio ai danni del bar in cui lavorava Esther, pur di lasciar fuggire il resto della compagnia, fa di diversivo, non prima di aver fatto promettere alla ex-banconista di accompagnare la figliola dalla mamma.
Dopo un commovente addio Esther e Claire partono, mentre ad Ernie e Al non rimane che tirare avanti.

## Critica
Nella prefazione Omar Martini e Luca Bernardi lodano il grande realismo dell'opera e la centralità della tematica della sopravvivenza dell'umanità più misera e precaria, secondo la tradizione del fumetto alternativo americano, che traspare dalla scelta grafica del bianco e nero ed un certo minimalismo.
I due commentatori trovano in Lutes anche forti influenze europee, responsabili della ligne claire che accompagna Giara di stolti e che esalta il realismo e l'impatto grafico.